# Meistaradeildin (1951)
W roku 1951 odbyła się 9. edycja Meistaradeildin (dziś zwanej Formuladeildin), czyli pierwszej ligi piłki nożnej archipelagu Wysp Owczych. Zwycięzcą został TB Tvøroyri, pokonując mistrza z poprzedniego roku - B36 Tórshavn.
W rozgrywkach brały udział 4 zespoły.

## Uczestnicy
| Uczestnicy Meistaradeildin 1950                                                                               | Uczestnicy Meistaradeildin 1950 | Uczestnicy Meistaradeildin 1950 | Uczestnicy Meistaradeildin 1950 |
| --- | ------------------------------- | ------------------------------- | ------------------------------- |
| B36 | B36 Tórshavn                    | 1                               |                                 |
| TB | TB Tvøroyri                     | 2                               |                                 |
| HB | HB Tórshavn                     | 3                               |                                 |
| KÍ | KÍ Klaksvík                     | 4                               |                                 |
| Oznaczenia: - kolumna pierwsza – skróty nazw drużyn, - kolumna trzecia – miejsce zajęte w poprzednim sezonie. |                                 |                                 |                                 |

## Rozgrywki

### Tabela
| Lp. | Drużyna         | M | Z | R | P | Bramki | Bramki | Różn. | Pkt | Uwagi |
| --- | --------------- | - | - | - | - | ------ | ------ | ----- | --- | ----- |
| 1   | TB Tvøroyri (M) | 6 | 5 | 0 | 1 | 13     | 6      | +7    | 10  |       |
| 2   | KÍ Klaksvík     | 6 | 2 | 1 | 3 | 7      | 5      | +2    | 5   |       |
| 3   | B36 Tórshavn    | 6 | 2 | 1 | 3 | 5      | 6      | −1    | 5   |       |
| 4   | HB Tórshavn     | 6 | 2 | 0 | 4 | 7      | 15     | −8    | 4   |       |

### Wyniki spotkań
| Gospodarz \ Gość | B36 | HB  | KÍ  | TB  |
| B36 Tórshavn     |     | 1:2 | 1:1 | 0:2 |
| HB Tórshavn      | 0:2 |     | 1:0 | 2:3 |
| KÍ Klaksvík      | 0:1 | 4:0 |     | 2:1 |
| TB Tvøroyri      | 1:0 | 5:2 | 1:0 |     |

Aktualne na 14 marca 2015. Źródło: FaroeSoccer.com
Objaśnienia:
1Drużyna gospodarzy jest wymieniona po lewej stronie tabeli.
Kolory: zielony – zwycięstwo gospodarzy, żółty – remis, różowy – zwycięstwo gości.

## Sędziowie
Następujący arbitrzy sędziowali poszczególne mecze Meistaradeildin 1951:
| Kraj        | Imię i nazwisko | Klub | Data urodzenia | Debiut w Meistaradeildin | Mecze w Meistaradeildin | Mecze w sezonie 1951 |
| ----------- | --------------- | ---- | -------------- | ------------------------ | ----------------------- | -------------------- |
| Wyspy Owcze | Alli Hansen     | ?    | ?              | ?                        | ?                       | 1                    |
| Wyspy Owcze | Sigurd Heinesen | ?    | ?              | ?                        | ?                       | 5                    |
| ?           | Børge Jørgensen | ?    | ?              | ?                        | ?                       | 1                    |
| Wyspy Owcze | Eli Mortensen   | ?    | ?              | ?                        | ?                       | 3                    |
| Wyspy Owcze | Mortan Mørk     | ?    | ?              | ?                        | ?                       | 2                    |